# Aslan Bžanija
Generálmajor Aslan Bžanija (plným jménem Aslan Gjarg-ipa Bžanija, abchazsky Аслан Гьаргь-иԥа Бжьаниа; *6. dubna 1963, Tamyš) je abchazský politik, bývalý agent a ředitel abchazských tajných služeb a v letech 2020 až 2024 prezident Abcházie. V letech 2010 až 2014 působil ve funkci předsedy Státní bezpečnostní služby Abcházie a před svým zvolením prezidentem patřil k významným osobnostem opozice vůči předešlé vládě.

## Biografie
Aslan Bžanija se narodil 6. dubna 1963 ve vesnici Tamyš, v okrese Očamčyra v tehdejší Abchazské ASSR. Jeho rodiče i jeho příbuzní z širší rodiny působili jako učitelé a doma kladli důraz na vzdělání svých dětí v tradičním abchazském duchu. Měl celkem čtyři sourozence. Samotné příjmení Bžanija je odvozené od názvu historického regionu Abžua, jenž se rozkládal na zhruba stejném území jako okres Očamčyra. V Tamši absolvoval základní a střední školu a v roce 1980 nastoupil na studium stavebního inženýrství na Polytechnický institut Frunze v Kyrgyzstánu. V roce 1982 se z Kyrgyzstánu přemístil do Moskvy, kam přestoupil na Moskevský automobilový a dopravní institut, kde studia v roce 1985 dokončil.
Po zisku diplomu působil rok ve správě hlavních staveb v oddělení distribuce Ugranského lesnického podniku ve Smolenské oblasti. Během této doby Bžanija coby stavební inženýr projektoval výstavbu bytových domů v Ugře pro 36 rodin. V roce 1987 se vrátil do Abcházie a dva roky pracoval jako instruktor a vedoucí očamčyrského oblastního výboru Komsomolu. Během té doby zahájil studium na škole agentů pro sovětskou tajnou policii KGB, kterou absolvoval v roce 1991.

### Kariéra v tajných službách
Pro KGB pak rok pracoval jako agent na území Abcházie, než tam vypukla válka.
Během války v Abcházii v letech 1992 až 1993 působil Bžanija ve strukturách abchazské policie a v tajných bezpečnostních složkách v Gudautě, kde se nacházel hlavní štáb abchazských separatistů. Krátce před skončením konfliktu byl Bžanija poslán na misi do zahraničí a po válce pokračoval až do roku 1999 ve službě abchazské Státní bezpečnostní služby, kdy byl přeřazen do rezerv.
Od prosince 1999 do roku 2008 se věnoval podnikatelské činnosti v Rusku, kde také v roce 1999 dostudoval ekonomii na Prezidentské akademii národního hospodářství a veřejné správy (RANEPA). Z podnikání vydělal jmění, díky kterému celá jeho rodina značně zbohatla a získala mnoho nemovitostí v Moskvě, v Soči i v Suchumi. V prosinci 2008 pak své podniky přenechal svému synovi a několika synovcům, neboť byl v lednu 2009 jmenován ekonomickým poradcem nově vzniklého abchazského velvyslanectví v Rusku.
Zde působil rok, než ho prezident Sergej Bagapš po svém znovuzvolení dekretem jmenoval ředitelem abchazské Státní bezpečnostní služby. Bžanija si vybral jako své náměstky dva ruské agenty FSB, generálmajory Vladimira Čerdanceva a Andreje Juminova. Ředitelem Státní bezpečnostní služby setrval i za vlády Bagapšova nástupce Aleksandra Ankvaba a se svými ruskými spolupracovníky později vyšetřoval atentáty na prezidenta, jež vyvrcholily v roce 2012. V dubnu toho roku jednal v Moskvě s ředitelem FSB Alexandrem Bortnikovem a ukázal mu zprávu o probíhajícím vyšetřování, na kterém se podíleli přizvaní experti ruských speciálních jednotek. Za zásluhy coby ředitel Státní bezpečnostní služby prezident Ankvab dne 27. května 2014 povýšil Bžaniju do hodnosti generálmajora.
Avšak Ankvaba o den později 28. května smetly protivládní nepokoje, kdy protestující kromě páchání pouličních výtržností také vnikli násilím do budov ministerstev a státních úřadů. Bžanija spolu s ministrem obrany Mirabem Kišmarijou, s ministrem vnitra Otarem Checijou a s vedoucími dalších bezpečnostních složek vyslali vzkaz, v němž vyjádřili plnou podporu legitimnímu a řádně zvolenému prezidentovi a varovali před následky takovéto destabilizace země. Přestože bezpečnostní služby mohly na protesty odpovědět střelbou do davu a zatknout organizátory protestů, Ankvab zakázal použití síly, aby nedošlo ke krveprolití, a uprchl do Gudauty. Nepokoje tak nakonec vedly k pádu Ankvabovy vlády a k vyhlášení předčasných prezidentských voleb.

### Prezidentské volby (2014)

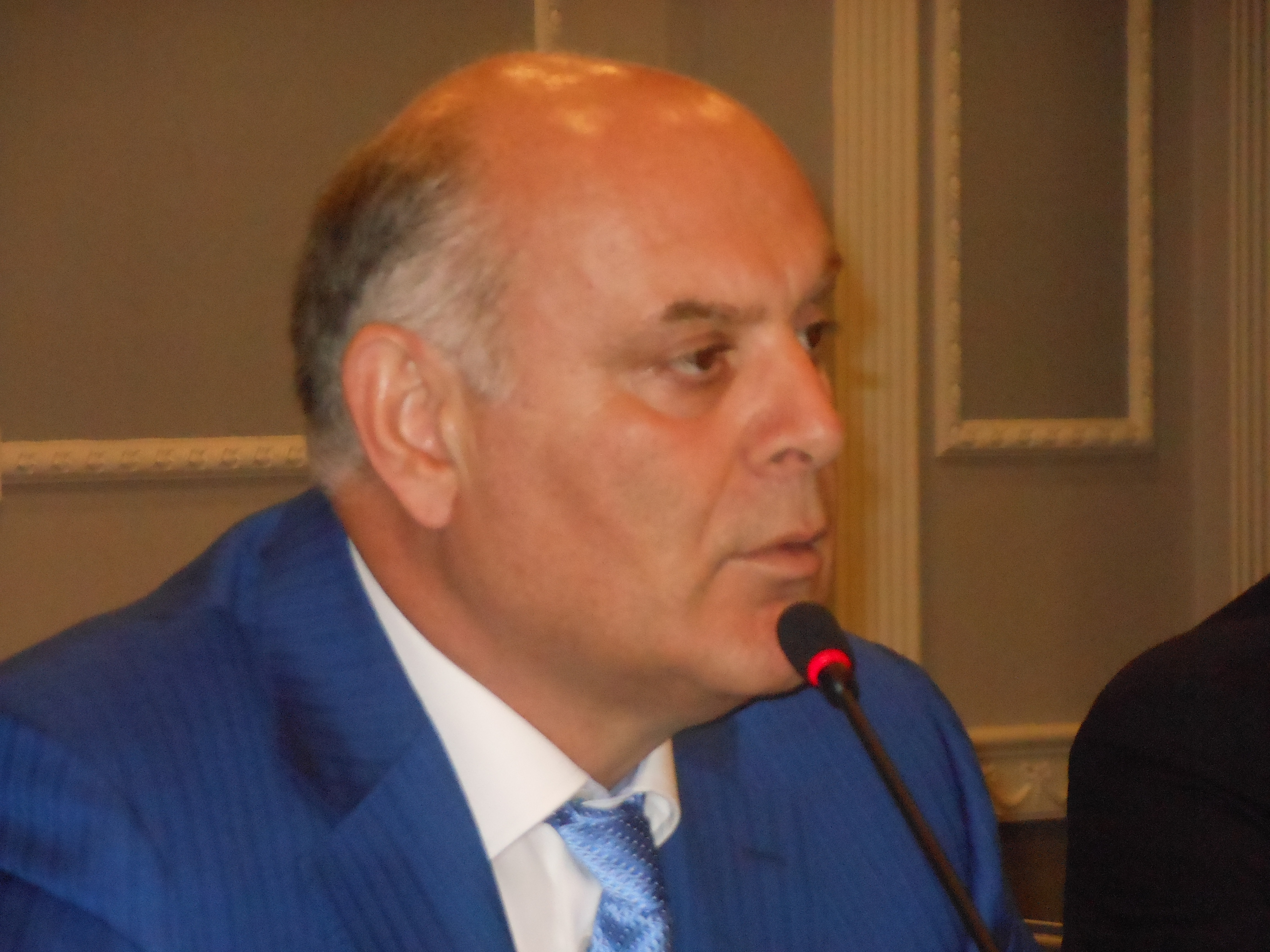
Bžanija v roce 2014

Do vypsaných předčasných prezidentských voleb iniciativní skupina nominovala jako kandidáta Aslana Bžaniju a jeho kandidaturu podpořilo 18. července 2014 na svém mimořádném sjezdu i vlivné hnutí Amcachara. Ústřední volební komise Bžanijovu kandidaturu zaregistrovala již 2. července. Jako svého kandidáta na viceprezidenta si Bžanija vybral Astana Agrbu, který byl ředitelem picundské pobočky Suchumského institutu fyziky a techniky a za volebního manažera si vybral expremiéra Leonida Lakerbaju. Aleksandr Ankvab, jenž po květnových událostech a po své rezignaci uprchl do Moskvy, odmítl záruky dosavadní opozice k možnosti znovu kandidovat a místo toho na dálku podpořil Bžanijovu kandidaturu.
Odstartoval kampaň a v jejím rámci navštívil diasporu v Moskvě na přelomu července a srpna a také vedl jednání s představiteli ruské prezidentské kanceláře, bezpečnostní rady, FSB, s ruskými poslanci a podnikateli. Slíbil, že v případě zvolení se zasadí, aby Abcházie uznala anexi Krymu Ruskou federací. Na post premiéra počítal se Saidem Tarkilem, dosavadním šéfem Státního celního výboru a svou vládu by sestavil na koaliční bázi z představitelů různých politických stran a hnutí.
24. srpna 2014 se konaly volby a Bžanija v nich obsadil druhé místo se ziskem 35,88 % hlasů. Prezidentem se tedy stal díky těsné většině (50,6 %) jeho protikandidát Raul Chadžimba, jenž se podílel na svržení předešlého prezidenta Ankvaba.

### Opoziční lídr
Ihned po inauguraci prezidenta Chadžimby, která se konala 29. září 2014, byl Bžanija vyhozen z pozice Státní bezpečnostní služby a ztratil tak veškerý přímý vliv na státní politiku. Vrátil se tedy k podnikání v Rusku i Abcházii, ale zároveň se nepřestal věnovat politice a navázal spolupráci se stranami a hnutími, jež stály v opozici nové Chadžimbovy vlády. Dne 9. dubna 2015 představil v Suchumi politikům, veřejným organizacím, vědcům a představitelům dalších oborů svou nadaci APRA (abchazsky Аҧра), zabývající se socio-ekonomickými a politickými studii. APRA zaměřila svou činnost na výzkum, analýzu, expertízu, jež poslouží jako doporučení vládě na řešení aktuálních problémů země, dále pak svou činnost zaměřila na vzdělávání abchazské společnosti o politickém vývoji, o práci vlády i místních samospráv.
Dne 22. květen 2015 Bžanija přednesl svůj projev na pátém sjezdu Amcachary, největší opoziční politické strany v Abcházii, která podrobila Chadžimbovu vládu velmi ostré kritice. Bžanija se v tu dobu stal jednou z hlavních tváří sjednocené opozice. V březnu 2017 však Amcachara totálně vyhořela v parlamentních volbách, a tak se v létě 2018 konal další sjezd, kde nijak nešetřila Chadžimbovu vládu a vyzývala ho k rezignaci. Bžanija byl opět účastníkem tohoto sjezdu, kde vystoupil nejen on, ale i předseda Jednotné Abcházie Sergej Šamba a exprezident Aleksandr Ankvab.
3. prosince 2016, byl Bžanija na rusko-abchazských hranicích zatčen ruskou pohraniční stráží, když se vracel ze zahraničí zpět do Abcházie. Tato událost znervózněla opozici v Abcházii, která byla přesvědčena, že se tak událo na objednávku abchazské vládnoucí moci. O den později prezident Raul Chadžimba požádal ruského velvyslance v Abcházii, aby se zasadil o Bžanijovo propuštění na svobodu. Ještě téhož večera byl Bžanija propuštěn a bylo mu umožněno překročit hranici. Na tiskové konferenci, kterou uspořádal 6. prosince, uvedl, že nemá žádné důkazy o přímé účasti abchazské vlády na jeho zatčení na hranicích. Avšak tvrdil, že během doby jeho zadržení ho vyhledala osoba v civilním oblečení, která mu řekla, že dostala nařízeno ho informovat o tom, že představuje hrozbu pro Rusko i Abcházii. Také popsal, že ho během vyšetřování mnohokrát testovali na přítomnost drog a alkoholu a podrobili jeho osobní zbraň, munici a licenci podrobnému zkoumání.

### Prezidentské volby (2019–2020)
V roce 2019 se konaly další prezidentské volby a Bžanija byl opět kandidátem opozice. Tentokrát byl považován za favorita. Avšak dne 18. dubna, měsíc před startem registrace kandidátů a předvolební kampaně, se mu udělalo během pobytu v ruském Soči nevolno a byl hospitalizován v místní nemocnici, kde se jeho stav dále prudce zhoršoval. Doktoři v Soči však nedokázali stanovit přesnou diagnózu, a tak ho 19. dubna nechali letecky transportovat do Moskvy, kde byl v kritickém stavu přijat na neurologii Moskevské městské nemocnice V. M. Bujanova. Dle moskevských doktorů byl přelet velmi riskantní s vysokým rizikem smrti.
Dva členové jeho ochranky utrpěli stejný zdravotní problém s lehčím průběhem, a tak v Moskvě vyhledali zdravotní pomoc až za dva dny. Bžanijovi příbuzní, když vyvstalo podezření na otravu, nechali odebrat vzorek jeho krve a zaslali ho do Mnichova v Německu na odbornou expertízu. Zde bylo zjištěno, že Bžanija utrpěl otravu rtutí, hliníkem, benzodiazepiny a kadmiem a jejich množství v krvi se pravděpodobně blížilo smrtelné dávce, neboť v době odběru již měl za sebou dvě procedury čištění krve. Výsledky expertízy zveřejnila abchazská opozice dne 17. května.
Několik významných abchazských osobností reagovalo na toto zjištění podpisem pod protestní petici na podporu řádného vyšetřování, neboť panovaly domněnky, že otrava měla politické pozadí, avšak veřejnost se přela o to, kdo by mohl být pachatelem. Abchazské lidové shromáždění, které stanovilo termín voleb nejprve na 21. července, bylo nuceno pod tlakem Bžanijových příznivců odsunout termín až na 25. srpna. V květnu byl Bžanija stále ještě hospitalizován v moskevské nemocnici, ale po překonání akutní fáze otravy trpěl značnými dýchacími potížemi, nebyl schopen vůbec mluvit a byl sotva schopen chůze o holi. 6. června 2019 byl Bžanija opět transportován, tentokrát do Berlína, kde měl doléčit následky otravy a podstoupit v několika německých klinikách náročnou rehabilitaci.
Jeho stav se nezlepšoval s blížícím se odloženým termínem voleb tak, aby byl schopen absolvovat předvolební kampaň, a tak Bžanija 15. července svou kandidaturu vzdal ze zdravotních důvodů. Později už otravu překonal a obnovil své politické aktivity.
Volby bez jeho účasti nakonec vyhrál dosavadní prezident Raul Chadžimba až ve druhém kole, ale jeho vítězství bylo zpochybněno. 12. ledna 2020 Chadžimba rezignoval na svůj úřad, k čemuž byl vyzýván opozicí a Bžanijou, jejichž jednání s Chadžimbou zprostředkovával ruský vyjednavač Rašid Nurgalijev, který byl do Abcházie vyslán, aby pomohl tuto politickou krizi vyřešit. V Suchumi totiž vrcholily nepokoje, jež vypukly o dva dny dříve následkem zrušení výsledků voleb Nejvyšším soudem, jež zároveň měly charakter pomsty Chadžimbovi za události z roku 2014, kdy byl podobně od moci odstaven Aleksandr Ankvab, a zapojily se do nich mimo jiné i abchazské kriminální živly, kterým velel polní velitel Doněcké lidové republiky Achra Avidzba.
Zároveň byly vypsány předčasné prezidentské volby, jež se uskutečnily 22. března 2020. Bžanija se stal jediným kandidátem opozice a vyhrál hned v prvním kole s výsledkem 56,5 % hlasů.

### Prezident Abcházie (2020–2024)
Do úřadu prezidenta byl Bžanija uveden 23. dubna 2020 při složení prezidentského slibu v době, kdy se Abcházie potýkala s pandemií covidu-19. Ve své inaugurační řeči zmínil nejen tuto výzvu, ale i cíl obnovit důvěru ve státní orgány, čehož lze docílit pouze pílí a čestným jednáním. O den později přijal demisi předešlé vlády a premiérem své vlády jmenoval bývalého prezidenta Aleksandra Ankvaba.
Na začátku své vlády se soustředil na boj s kriminalitou a vyzval Abchazské lidové shromáždění, aby se vážně zabývalo novelou zákona o boji s organizovaným zločinem, kterou vypracoval a v březnu 2019 zákonodárnému sboru předložil jeho předchůdce Raul Chadžimba. Ze strany Bžaniji a jeho vlády se jednalo v podstatě o reakci na kriminální aktivity, jež vyvrcholily v převrat, který nakonec Bžaniju paradoxně vynesl k moci, avšak všichni viděli důsledky nekontrolovaného bujení závažné kriminality, jež přerostly v přestřelku s několika mrtvými. Novela má v Abcházii mimo jiné zavést nové trestné činy jako členství v mezinárodně organizovaných kriminálních společenstev, financování a vedení organizovaného zločinu či členství ve zločinecké skupině vedené vorem v zakoně.
Dne 27. prosince 2020 bylo oznámeno, že byl Aslan Bžanija nakažen virem covid-19. Má mírný průběh nemoci a pokračuje ve své práci prezidenta země na dálku v izolaci od ostatních. Avšak jeho vláda se v téže době potýkala s prvními problémy ze strany opozice, jež viní Bžaniju z neschopnosti. Politické hnutí Aidgylara, vedené bývalým primátorem města Suchumi Kanem Kvarčijou, prezidentovi a premiérovi vyčítalo zhoršení všech aspektů života v Abcházii, jaký nemá v zemi obdoby, i když se už Abcházie v minulosti ocitla bez prezidenta, premiéra, ministrů, bez struktury vládní moci nebo bez schváleného státního rozpočtu. Kromě toho mu hnutí vyčítalo, že nedodržel nařízenou izolaci kvůli infekci covidem a byl údajně spatřen během té doby na procházce na pobřeží a v restauraci Ercachu, což označilo za „neadekvátní chování“. Kromě Aidgylary vyjádřilo nespokojenost s Bžanijovou vládou další politické hnutí Aruaa, jež 11. ledna 2021 v den výročí nepokojů z předešlého roku vydalo prohlášení, v němž označilo násilné změny vládní moci za špatnou národní tradici, a proto navrhlo reformu vládní moci, jež umožní rychle reagovat na politické krize a zabrání dalším násilným změnám moci. Proto hnutí Aruaa navrhlo zákon o impeachmentu prezidenta, aby ho bylo možné odvolat z funkce dle zákona a nikoliv jen lidovými bouřemi.
12. ledna 2021 bylo oznámeno, že se Bžanija vyléčil z nákazy virem covid-19, ale na doporučení lékařů ještě setrvá pár dní v izolaci. Nástup do nového roku měl prezident perný, neboť se musel potýkat nejen s kritikou opozice, ale i s nadále se zhoršující pandemií, kdy neustále roste prudce počet pacientů. O den dříve podepsal prodloužení nařízení o ochraně zdraví obyvatel Abcházie, jež bylo dříve zavedeno v rámci boje s nákazou a například omezilo na minimum veřejné akce. Zastupitelstvo města Suchumi téhož dne dokonce požádalo prezidenta, aby zašel ještě dál a vyhlásil nad celou zemí přísnou karanténu a zavedl přísné tresty za porušování protiepidemických opatření. Bžanija dále pověřil výkonem premiérských pravomocí ministra financí a místopředsedu vlády Vladimira Dělbu kvůli komplikacím při léčbě nákazy covidu-19 u premiéra Ankvaba. Další komplikace, jež musel řešit, byly rozsáhlé lesní požáry, jež ohrozily obyvatelstvo v okrese Gagra a odstřihly část Abcházie kvůli poškození vedení vysokého napětí, jež bylo vedené poblíž ohnisek požáru v těžko dostupném terénu.

#### Demonstrace v prosinci 2021
V předvánočním období 21. prosince 2021 uskutečnila opozice proti Bžanijovi demonstraci, které se účastnily tisíce lidí pod hlavičkou uskupení „Lidové vlastenecké unie Abcházie“. Vůdci opozičních uskupení žádali po Bžanijovi vysvětlení jeho současných kroků i jeho minulosti. Například předseda Aidgylary Kan Kvarčija požadoval, aby Bžanija vysvětlil, kde byl a co přesně dělal během války v letech 1992 až 1993, a také připomněl otázku jeho otravy v roce 2019, kterou označil za „mytickou“. Astamur Kakalija požadoval vysvětlení, proč někteří státní úředníci dosud nepředložili dle zákona výkaz svých příjmů a výdajů, a proč dotyční úředníci nebyli automaticky dle tohoto zákona propuštěni ze zaměstnání, a naznačil, že za tím stojí korupce. Předseda hnutí Aruaa Timur Gulija připomněl skandály Bžanijovy zahraniční politiky, jež dle jeho názoru ohrozily obraz Abcházie jako nezávislého státu. Souběžně s touto nenahlášenou demonstrací se uskutečnila protidemonstrace příznivců vlády Bžaniji. Mluvčí příznivců Nugzar Logva a Fazlybej Avidzba přiznali, že stát má mnoho problémů, avšak kdyby jejich řešení bylo tak snadné, bylo by to vyřešené dávno, a spousta problémů byla zděděna po předešlé vládě. Dále vyzývali k jednotě při řešení těchto problémů, protože pořádání protestních shromáždění k ničemu nevede.
Bžanija byl opozicí vyzýván, aby přišel na shromáždění a promluvil k publiku, jenže Bžanija, který toho dne přijal na jednání zástupce opozice Guliju a Adgura Ardzinbu, vystoupit odmítl, protože nechtěl porušit svá vlastní nařízení zakazující pořádání nenahlášených demonstrací. Ale přislíbil účast na jednání s opozicí, až se situace za pár dnů uklidní. Protestující nebyli s odpovědí prezidenta spokojeni a rozhodli se násilím proniknout do budovy Abchazského lidového shromáždění. Opozice se domáhala toho, aby byl Bžanija prostřednictvím zákonodárného sboru odstaven od moci, aby byly o rok odloženy parlamentní volby, a aby byly provedeny ústavní změny, hlavně v souvislosti s reformou volebního systému, aby byly voleny politické strany a nikoliv kandidující jednotlivci jako dosud. Dále vznesla požadavek na zrušení postu premiéra země.
Vypukly tedy násilné protesty na prostranství před vládními budovami, při kterých utrpěli zranění reportéři Abchazské státní televize a byla poškozena natáčecí technika. Opakované pokusy proniknout dovnitř se ale protestujícím nezdařily, bylo však způsobeno množství škod na státním majetku. Situaci pak dostaly pod kontrolu abchazské pořádkové jednotky a zabránily dle tvrzení vládních orgánů nejhoršímu. Vládní činitelé znovu přiznali problémy ve státě, ale tvrzení opozice označili za zaujatá. Způsobené škody a svolávání nelegální demonstrace však budou mít dle jejich vyjádření trestněprávní dohru.
Dne 31. březen 2022 Bžanija v projevu uvítal prohlášení prezidenta Jižní Osetie Anatolije Bibilova, že Jižní Osetie podnikne kroky k začlenění do Ruské federace a sjednocení se Severní Osetií. Co se týče Abcházie, ta bude s Ruskem nadále budovat přátelské vztahy dle smlouvy z listopadu 2014, v níž jsou zakotveny koordinovaná zahraniční politika, obrana a bezpečnost; sociální a hospodářský prostor, podpora rozvoje Abcházie a vytvoření podmínek pro plnou účast Abcházie na integračních procesech v postsovětském prostoru.

### Protivládní protesty a pád
Bžanijova vláda nebyla během svého vládnutí příliš oblíbená, což vygradovalo v roce 2024, kdy chtěl spolu se svou vládou prosadit v zemi změny, které by zahraniční osobám umožnily ve velkém skoupit pozemky a majetky v Abcházii a zlikvidovat ekonomickou nezávislost země. Protestující zdůraznili, že jejich činy nejsou protiruské a nadále si váží dobrých vztahů se svým rozlehlým sousedem, avšak mají obavy, se Bžanija „snaží tyto vztahy využít pro své sobecké zájmy a manipuluje s nimi v zájmu posílení svého režimu“. Masivní protesty proti Bžanijovi vyvrcholily, když protestující vtrhli do vládních budov i za pomocí použití nákladního vozu jako beranidla. Situace se začala uklidňovat, jakmile byly zahájeny rozhovory mezi představiteli vlády a opozice, mezi jejíž hlavní tváře patřil Adgur Ardzinba, Bžanijův protikandidát z prezidentských voleb.
Podobně jako někteří jeho předchůdci se Bžanija rozhodl ke dni 19. listopadu 2024 rezignovat na funkci prezidenta Republiky Abcházie v zájmu předejití násilí vůči obyvatelstvu účastnícího se protestů, v zájmu stability a veřejného pořádku. Jako dočasný prezident byl vybrán jeho viceprezident Badra Gunba, jehož úkolem bude dovést zemi k předčasným volbám.